# Apocyn à feuilles d'androsème
Apocynum androsaemifolium
Espèce
Classification phylogénétique
L'Apocyn à feuilles d'androsème, (Apocynum androsaemifolium), est une espèce de plantes à fleurs de la famille des Apocynaceae. C'est une herbacée vivace qui possède un rhizome horizontal, des feuilles opposées simples, entières, ovales et pointues. Les fleurs sont de petites cloches roses en cymes terminales ou axillaires. Les fruits sont en follicules grêles, allongés et cylindriques. Ses graines sont nombreuses et munies de longues aigrettes.  C'est l'une de deux espèces de plantes vasculaires que l'on appelle communément herbe à la puce ou herbe à puce au Québec (l'autre étant le Sumac grimpant (Toxicodendron radicans), beaucoup plus vénéneux que l'apocyne) et gobe-mouche en France. Il s'agit d'une espèce indigène à l'Amérique du Nord, notamment au Québec. La sève de cette plante peut induire, quoique peu fréquemment, une dermatite allergique lors de son contact avec la peau chez certaines personnes. Par contre, son ingestion a des effets beaucoup plus graves. En effet, l'apocynamarine contenue dans le rhizome peut causer des intoxications produisant des vomissements ou encore la mort chez les humains ainsi que les animaux domestiques .

## Étymologie
Apocynum androsaemifolium Linné. Du grec apo: loin de et kyôn: chien, à cause de ses effets toxiques sur les chiens; androsaemifolium à feuilles d'androsème (Hypericum androsaemum).

## Habitat
On trouve l'Apocyn à feuilles d'androsème dans une variété de milieux où les sols sont bien drainés c. à. d. à la lisières des bois, sur les collines ouvertes et ensoleillées, dans les prairies, les clairières, sur le bord des routes et en lieux perturbés. Il est particulièrement abondant après un feu, une coupe de bois ou autre perturbation.

## Toxicité
Les doses excessives provoquent généralement des vomissements et des diarrhées. Sinon, l'intoxiqué est étourdi, voit les objets en vert ou en jaune, exsude des sueurs froides et urine beaucoup. Son cœur ralentit et la mort survient après des convulsions. Avant de consommer les jeunes pousses d'Asclépiade, il est primordial de savoir les distinguer de celles de l'apocyne à feuilles d'androsème car ils apparaissent en même temps,.

## Précautions
Comme toutes les plantes de cette famille elle est lactifère, mais malgré un de ses noms vernaculaires (herbe à la puce) sa nocivité est beaucoup plus faible, voir nulle, comparée à la véritable herbe à puce (Sumac vénéneux).

## Utilisations
Les fibres de la tige, semblables au chanvre, servaient à faire des sac, des filets, de la ficelle et du tissu chez les Autochtones de la Californie.

### Médicinal
Les Autochtones utilisaient la propagation de l'apocyne de nombreuses manières. La plante était utilisée comme médicament pour traiter les maux de tête, les convulsions, les maux d'oreille, les palpitations cardiaques, les rhumes, la folie, les vertiges, les rhumatismes, la scrofule et la syphilis. La plante peut également être utilisée comme contraceptif. Chez les Ojibwés, la racine était utilisée comme aide gynécologique, orale et de gorge, ainsi qu'un analgésique pour les maux de tête et un diurétique pendant la grossesse. Les Ojibwés ont également consommé la racine de la plante lors de la cérémonie de la loge de médecine. Le Forest Potawatomi utilisait également les racines à des fins médicinales, et le Prairie Potawatomi utilisait les fruits de la plante pour traiter les problèmes cardiaques et rénaux. Les fibres de la tige de la plante sont très résistantes. et les Amérindiens les utilisaient comme fil pour coudre. En dehors des Amériques, la propagation de l'apocyn a également été utilisée pour traiter les maladies cardiaques en Europe au cours de la première moitié du XXe siècle.
Espèces similaires : Il se distingue par son aspect élancé mais légèrement charnu, ses feuilles opposées, courtement pétiolées (a), souvent pendantes, à face inférieure légèrement velue et d'un vert plus pâle, les feuilles les plus jeunes étant vert blanchâtre, ses grappes de fleurs rosâtres (b) mesurant habituellement 6 mm (1/4 po) ou plus, ses follicules longs et grêles (c) et son suc laiteux.